# Leonie Reygers
Leonie Reygers (* 6. Januar 1905 in Bocholt; † 1985) war eine deutsche Kunsthistorikerin und Museumsdirektorin.

## Leben

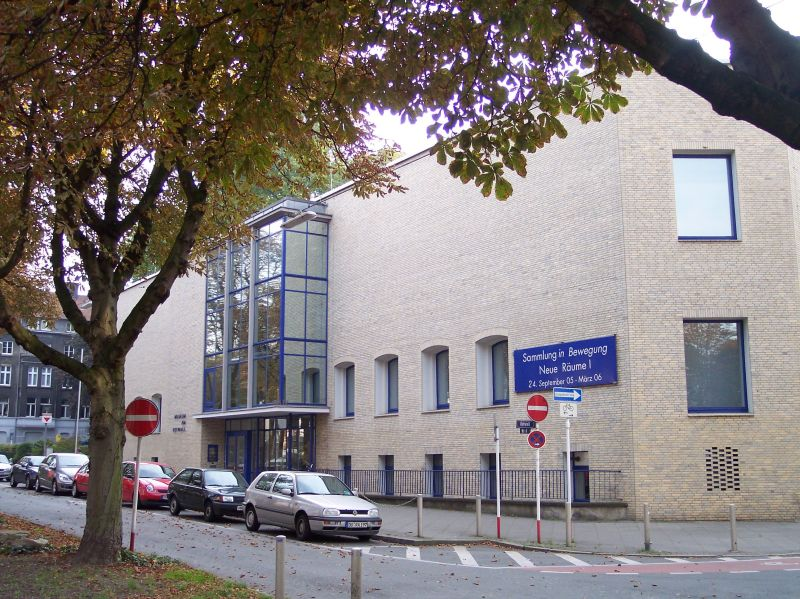
Ehemaliges Museum am Ostwall, seit 2018 Archiv für Architektur und Ingenieurbaukunst NRW

Leonie Reygers, Tochter einer Bocholter Textilunternehmer-Familie, studierte Kunstgeschichte in München, Greifswald und Kopenhagen, vor allem bei Otto Schmitt an der Universität Greifswald, und promovierte dort 1931 mit einer Dissertation über die Marienkirche in Bergen auf Rügen zum Dr. phil. Nach ausgedehnten Reisen volontierte sie an den Staatlichen Museen zu Berlin. 1937 kam sie als wissenschaftliche Mitarbeiterin zum Museum für Kunst und Kulturgeschichte nach Dortmund und wurde Assistentin von Rolf Fritz. Mit der Einziehung von Fritz zur Wehrmacht übernahm sie 1940 als seine Stellvertreterin die Verantwortung für das Museum. 1943 lagerte sie die Kunstwerke des Museums auf Schlösser auf dem Land aus, so die Tafeln des Marienaltars des Conrad von Soest im Depot der deutschen Museen auf Schloss Langenau im späteren Rheinland-Pfalz. 1944 wurde das Museumsgebäude durch einen der vielen Luftangriffe auf Dortmund komplett zerstört.
Als 1947 der Rat der Stadt die Gründung eines Museums für moderne Kunst beschloss, wurde sie zur Direktorin ernannt. Aus den Trümmern des zerstörten Museums für Kunst und Kulturgeschichte entwickelte sie nach ihren Vorstellungen und mit bürgerschaftlicher Unterstützung das Museum am Ostwall. Die Leitung dieses von ihr geprägten Hauses hatte sie bis zu ihrer Verabschiedung in den Ruhestand 1966 inne. Mit Arbeiten auf Papier baute sie eine umfangreiche Sammlung von Werken des Expressionismus auf. Zugleich galt sie als Expertin für jene Künstler und deren Werke, die von den Nationalsozialisten als Entartete Kunst gebrandmarkt, ausgegrenzt und aus öffentlichen Sammlungen beschlagnahmt und verkauft oder zerstört worden waren.
Mitte der 1950er Jahre stellte sie im Auftrag der Kulturabteilung des Auswärtigen Amts eine vielbeachtete Ausstellung von Werken deutscher Kunst zusammen, die 1956 unter dem Titel German watercolors, drawings and prints: A midcentury review in den USA in New York, Cambridge und San Francisco gezeigt wurde. Ein maßgeblicher Bestandteil der dort gezeigten Werke stammte aus Beständen des heute kontrovers beurteilten Kunsthändlers Hildebrand Gurlitt. 1957 erwarb Leonie Reygers für das Museum am Ostwall und die Stadt Dortmund die Sammlung des Bochumer Unternehmers Karl Gröppel mit etwa 200 Blättern deutscher Künstler des 20. Jahrhunderts. Nicht zuletzt durch diese Teilsammlung machte das Museum am Ostwall weit über die Grenzen Dortmunds hinaus bekannt. Das Bundesverdienstkreuz erhielt Leonie Reygers in Würdigung ihrer museumspädagogischen Arbeit mit Kindern, die ihr besonders am Herzen lag.

## Ehrungen
- 1974 bekam sie das Große Bundesverdienstkreuz verliehen.
- Die Leonie-Reygers-Terrasse am Dortmunder U ist nach ihr benannt.

## Schriften
- Die Marienkirche in Bergen auf Rügen und ihre Beziehungen zur dänischen Backsteinarchitektur. Bamberg / Greifswald 1934.
- German watercolors, drawings and prints (1905–1955). A midcentury review, with loans from German museums and galleries and from the collection Dr. H. Gurlitt. American Federation of Arts, New York 1956.
- Sammlung Gröppel mit Werken expressionistischer Künstler aus dem Museumsbesitz. Museum am Ostwall, Dortmund o. J. (1958).
- The Museum am Ostwall. In: Museum Quarterly, 15. Jahrgang 1962, Heft 3, S. 152–157.